# مارتین لاموت
مارتین لاموت (انگلیسی: Martin Lamotte؛ زادهٔ ۲ ژوئن ۱۹۴۷) بازیگر، کمدین و کارگردان اهل فرانسه است. وی از سال ۱۹۷۳ میلادی تاکنون مشغول فعالیت بوده‌است.
از فیلم‌ها یا برنامه‌های تلویزیونی که وی در آن نقش داشته‌است می‌توان به ارکستر سرخ، بال یا ران، یک تابستان مرگبار، پییر بومارشه، قهرمان‌ها دهانشان بوی شیر نمی‌دهد و پول اشاره کرد.